# Rezerwat przyrody Korzeń Łącki
Rezerwat przyrody „Korzeń Łącki” (przed 2003: „Korzeń”) – leśny rezerwat przyrody położony w gminie Łąck (powiat płocki, województwo mazowieckie). Leży w otulinie Gostynińsko-Włocławskiego Parku Krajobrazowego.
Powołany Zarządzeniem Ministra Ochrony Środowiska i Zasobów Naturalnych z dnia 29 grudnia 1987 roku. Zajmuje powierzchnię 35,79 ha (pierwotnie: 36,32).
Celem ochrony jest zachowanie grądowych zbiorowisk leśnych z drzewostanami grabowo-dębowymi z domieszką sosny.

## Klasyfikacja rezerwatu
- według głównego przedmiotu ochrony jest to rezerwat fitocenotyczny (Fi) podtypu zbiorowisk leśnych – krzewów i drzew (kd) oraz zbiorowisk leśnych (zl). Celem ochrony jest zachowanie grądowych zbiorowisk leśnych z drzewostanami grabowo-dębowymi z domieszką sosny.
- według głównego typu ekosystemu jest to rezerwat leśny i borowy (EL), podtypu lasów mieszanych nizinnych (lmn)[1].

## Walory przyrodnicze
Teren rezerwatu położony jest na utworach plioceńskich, na które składają się iły, piaski i żwiry, pochodzące z trzeciorzędu, oraz czwartorzędowe gliny zwałowe z glacjału bałtyckiego.
Rezerwat jest silnie zróżnicowany pod względem naturalności szaty roślinnej. W północno-wschodniej części występuje grąd, którego struktura i skład florystyczny porównywalne są z najlepiej zachowanymi w tej części Polski lasami naturalnymi. Prawie połowę obszaru grądu cechuje zgodność roślinności rzeczywistej z potencjalną. Drugą połowę porastają monokultury sosnowe niedostosowane do siedliska. Na obszarze rezerwatu wyodrębniono jeden zespół leśny – grąd subkontynentalny (Tilio-Carpinetum) z czterema odmianami: grąd niski czyśćcowy (Tilio-Carpinelum stachyetosum), grąd niski typowy (Tilio-Carpinetum typicum), grąd wysoki (Tilio-Carpinelum calamagrostietosum) oraz postać zdegenerowana Tilio-Carpinetum występująca na monokulturach sosnowych.
Na obszarze tego rezerwatu wyróżniono ogółem 173 gatunki roślin naczyniowych i 8 gatunków mchów. Spośród nich 9 podlega ochronie, a 5 zaliczono do gatunków rzadkich w tej części Polski. Do osobliwości rezerwatu należą: gnieźnik leśny, lilia złotogłów, wawrzynek wilczełyko, kruszczyk szerokolistny, zdrojówka rutewkowata, jarzmianka większa.